# 𨭆
𨭆，是一種人工合成的化學元素，其化學符號为Hs，原子序數为108。𨭆是一種放射性極強的超重元素及錒系後元素，其所有同位素的半衰期都很短，非常不穩定，其中壽命最長的是271Hs，半衰期僅約46秒。德國黑森邦達姆施塔特重離子研究所的研究團隊在1984年首次合成出𨭆元素，並以黑森邦命名此元素。到目前為止，多個研究通過不同的核反應，一共合成了超過100個𨭆原子，有的是母原子核，有的是更重元素的衰變產物。
𨭆是8族中最重的元素，實驗證明，𨭆是典型的8族過渡金屬，具穩定的+8氧化態，能形成揮發性四氧化物，類似於同族的鋨。

## 概论

### 超重元素的合成
超重元素的原子核是在两个不同大小的原子核的聚变中产生的。粗略地说，两个原子核的质量之差越大，两者就越有可能发生反应。由较重原子核组成的物质会作為靶子，被较轻原子核的粒子束轰击。两个原子核只能在距离足够近的时候，才能聚变成一个原子核。原子核都带正电荷，会因为静电排斥力而相互排斥，所以只有两个原子核的距离足够短时，强核力才能克服这个排斥力并发生聚变。粒子束因此被粒子加速器大大加速，以使这种排斥力与粒子束的速度相比变得微不足道。施加到粒子束上以加速它们的能量可以使它们的速度达到光速的十分之一。但是，如果施加太多能量，粒子束可能会分崩离析。
不过，只是靠得足够近不足以使两个原子核聚变：当两个原子核逼近彼此时，它们通常会融為一體约10−20秒，之後再分開（分開後的原子核不需要和先前相撞的原子核相同），而非形成单一的原子核。这是因为在尝试形成单个原子核的过程中，静电排斥力会撕开正在形成的原子核。每一对目标和粒子束的特征在于其截面，即两个原子核彼此接近时发生聚变的概率。这种聚变是量子效应的结果，其中原子核可通过量子穿隧效應克服静电排斥力。如果两个原子核可以在该阶段之后保持靠近，则多个核相互作用会导致能量的重新分配和平衡。
两个原子核聚变产生的原子核处于非常不稳定，被称为复合原子核的激发态。复合原子核为了达到更稳定的状态，可能会直接裂变，或是放出一些中子来带走激发能量。如果激发能量太小，无法放出中子，复合原子核就会放出γ射线来带走激发能量。这个过程会在原子核碰撞后的10−16秒发生，并创造出更稳定的原子核。原子核只有在10−14秒内不衰变，IUPAC/IUPAP联合工作小组才会认为它是化学元素。这个值大约是原子核得到它的外层电子，显示其化学性质所需的时间。

### 衰变和探测
粒子束穿过目标后，会到达下一个腔室——分离室。如果反应产生了新的原子核，它就会存在于这个粒子束中。在分离室中，新的原子核会从其它核素（原本的粒子束和其它反应产物）中分离，到达半导体探测器后停止。这时标记撞击探测器的确切位置、能量和到达时间。这个转移需要10−6秒的时间，因此原子核需要存在这么长的时间才能被检测到。若衰变發生，衰變的原子核被再次记录，并测量位置、衰变能量和衰变时间。
原子核的稳定性源自于强核力，但强核力的作用距离很短，随着原子核越来越大，强核力对最外层的核子（质子和中子）的影响减弱。同时，原子核会被质子之间，范围不受限制的静电排斥力撕裂。强核力提供的核结合能以线性增长，而静电排斥力则以原子序数的平方增长。后者增长更快，对重元素和超重元素而言变得越来越重要。超重元素理论预测及实际观测到的主要衰变方式，即α衰变和自发裂变都是这种排斥引起的。几乎所有会α衰变的核素都有超过210个核子，而主要通过自发裂变衰变的最轻核素有238个核子。有限位势垒在这两种衰变方式中抑制了原子核衰变，但原子核可以隧穿这个势垒，发生衰变。
放射性衰变中常产生α粒子是因为α粒子中的核子平均质量足够小，足以使α粒子有多余能量离开原子核。自发裂变则是由静电排斥力将原子核撕裂而致，会产生各种不同的产物。随着原子序数增加，自发裂变迅速变得重要：自发裂变的部分半衰期从92号元素铀到102号元素锘下降了23个数量级，从90号元素钍到100号元素镄下降了30个数量级。早期的液滴模型因此表明有约280个核子的原子核的裂变势垒会消失，因此自发裂变会立即发生。之后的核壳层模型表明有大约300个核子的原子核将形成一个稳定岛，其中的原子核不易发生自发裂变，而是会发生半衰期更长的α衰变。随后的研究发现预测存在的稳定岛可能比原先预期的更远，还发现长寿命锕系元素和稳定岛之间的原子核发生变形，获得额外的稳定性。对较轻的超重核素以及那些更接近稳定岛的核素的实验发现它们比先前预期的更难发生自发裂变，表明核壳层效应变得重要。
α衰变由发射出去的α粒子记录，在原子核衰变之前就能确定衰变产物。如果α衰变或连续的α衰变产生了已知的原子核，则可以很容易地确定反应的原始产物。因为连续的α衰变都会在同一个地方发生，所以通过确定衰变发生的位置，可以确定衰变彼此相关。已知的原子核可以通过它经历的衰变的特定特征来识别，例如衰变能量（或更具体地说，发射粒子的动能）。然而，自发裂变会产生各种分裂产物，因此无法从其分裂产物确定原始核素。

## 歷史

### 發現
1984年，由彼得·安布鲁斯特和哥特佛萊德·明岑貝格領導的研究隊於德國達姆施塔特重離子研究所首次進行了𨭆的合成反應。團隊以58Fe原子核撞擊鉛目標體，製造出3個265Hs原子，反應如下：
{\displaystyle \,_{82}^{208}\mathrm {Pb} +\,_{26}^{58}\mathrm {Fe} \to \,_{108}^{265}\mathrm {Hs} +\,_{0}^{1}\mathrm {n} }
IUPAC/IUPAP超鐨元素工作組在1992年的一份報告中承認，重離子研究所是𨭆的正式發現者。

### 命名
𨭆曾經被稱為eka鋨。在命名爭議期間，IUPAC使用的臨時系統名稱是Unniloctium（符號為Uno），來自數字1、0、8的拉丁語寫法。
德國發現者在1992年正式提出使用Hassium作為108號元素的名稱，取自研究所所在地德國黑森州的拉丁語名（Hassia）。
1994年，IUPAC的一個委員會建議把元素108命名為Hahnium（Hn），雖然長期的慣例是把命名權留給發現者。在德國發現者抗議之後，1997年8月27日IUPAC正式對國際上分歧較大的101至109號元素的重新英文定名中，國際承認了現用名稱Hassium作為108號元素的命名。
全國科學技術名詞化學名詞審定委員會據此於1998年7月8日重新审定、公佈101至109號元素的中文命名，其中首次給出108號元素中文名：「𨭆」（hēi，音同「黑」），名稱根據IUPAC決定的英文名Hassium，源自發現該元素的德國重離子研究所所在的德國黑森州。

## 同位素
| 同位素 | 半衰期  | 半衰期 | 衰变方式 | 发现年份 | 发现方法       |
| 同位素 | 数值    | 来源   | 衰变方式 | 发现年份 | 发现方法       |
| ------ | ------- | ------ | -------- | -------- | -------------- |
| 263Hs  | 900 μs  | [ 28 ] | α        | 2009年   | 208Pb(56Fe,n)  |
| 264Hs  | 700 ms  | [ 28 ] | α, SF    | 1986年   | 207Pb(58Fe,n)  |
| 265Hs  | 1.96 ms | [ 28 ] | α        | 1984年   | 208Pb(58Fe,n)  |
| 265mHs | 360 μs  | [ 28 ] | α        | 1995年   | 208Pb(58Fe,n)  |
| 266Hs  | 3.0 ms  | [ 28 ] | α, SF    | 2001年   | 270Ds(—,α)     |
| 266mHs | 280 ms  | [ 28 ] | α        | 2011年   | 270mDs(—,α)    |
| 267Hs  | 55 ms   | [ 28 ] | α        | 1995年   | 238U(34S,5n)   |
| 267mHs | 990 μs  | [ 28 ] | α        | 2004年   | 238U(34S,5n)   |
| 268Hs  | 1.4 s   | [ 28 ] | α        | 2010年   | 238U(34S,4n)   |
| 269Hs  | 13 s    | [ 5 ]  | α        | 1996年   | 277Cn(—,2α)    |
| 270Hs  | 9 s     | [ 28 ] | α        | 2003年   | 248Cm(26Mg,4n) |
| 271Hs  | 46 s    | [ 5 ]  | α        | 2008年   | 248Cm(26Mg,3n) |
| 272Hs  | 160 ms  | [ 55 ] | α        | 2022年   | 276Ds(—,α)     |
| 273Hs  | 510 ms  | [ 56 ] | α        | 2010年   | 285Fl(—,3α)    |
| 275Hs  | 600 ms  | [ 57 ] | α        | 2004年   | 287Fl(—,3α)    |
| 277Hs  | 18 ms   | [ 58 ] | SF       | 2010年   | 289Fl(—,3α)    |
| 277mHs | 130 s   | [ 28 ] | SF       | 2012年   | 293mLv(—,4α)   |

目前已知的𨭆同位素有12個，全部都具有極高的放射性，半衰期極短，非常不穩定。其中壽命最長的是𨭆-271，半衰期約46秒。不过，未确认的277mHs可能有更长的130秒半衰期。

## 化學特性

### 推算的化學特性

#### 氧化態
𨭆預計為過渡金屬中6d系的第5個元素及8族中最重的元素，在週期表中位於鐵、釕和鋨之下。該族中的後兩個元素表現出的氧化態為+8，而這種氧化態在族中越到下方越為穩定。因此𨭆的氧化態應為+8。鋨同時還有穩定的+5、+4及+3態，其中+4態最為穩定。而釕則同時有+6、+5及+3態，當中+3態最為穩定。𨭆也因此預計擁有穩定的低氧化態。

#### 化合物
第8族元素獨特的氧化物化學使對𨭆元素特性的推算更為容易。同族較輕的元素都已知擁有或預測擁有四氧化物，MO4。一直向下，該族的氧化力逐漸下降：FeO4並不存在，因為極高的電子親合能使其形成常見的FeO42−。釕(VI)在酸中經過氧化後形成四氧化釕，RuO4，而四氧化釕經過還原反應後形成RuO42−。釕金屬在空氣中氧化後形成二氧化釕，RuO2。對比之下，鋨燃燒後產生穩定的四氧化鋨，OsO4，然後與氫氧根離子產生配合物[OsO4(OH)2]2−。因此，作為鋨對下的元素，𨭆應該會形成揮發性四氧化𨭆，HsO4，再與氫氧根離子配合形成[HsO4(OH)2]2−。

#### 密度
𨭆預計體積密度為41 g/cm3，是所有118個已知元素中最高的，幾乎為鋨的兩倍，而鋨是目前已測量的元素中密度最高的，有22.6 g/cm3。這是由於𨭆擁有高原子量，並加上鑭系與錒系收縮效應和相對論性效應，但是真正製造足夠𨭆元素以測量其密度是不可行的，因為樣本會即刻進行衰變。

### 實驗性化學

#### 氣態化學
𨭆的電子排佈預計為[Rn]5f14 6d6 7s2，因此𨭆應會產生揮發性四氧化物HsO4。其揮發性是由於該分子的四面體形。
對𨭆的首次化學實驗在2001年進行，運用了熱色譜分析法，以172Os作為參照物。利用反應248Cm(26Mg,5n)269Hs，實驗探測到5個𨭆原子。產生的原子在He/O2混合物中經過熱能化及氧化後產生氧化物。
269
108Hs
 + 2 O
2 → 269
108Hs
O
4
所測量到的熱離解溫度表示四氧化𨭆的揮發性比四氧化鋨低，同時也肯定了𨭆的特性屬於8族。
為了進一步探測𨭆的化學屬性，科學家決定研究四氧化𨭆與氫氧化鈉間產生的𨭆酸鈉的反應。該反應是鋨的一條常見反應。在2004 年，科學家公佈成功進行了第一次對𨭆化合物的酸鹼反應： 
HsO
4 + 2 NaOH → Na
2[HsO
4(OH)
2]

#### 化合物與絡離子
| 公式              | 名稱                     |
| ----------------- | ------------------------ |
| HsO4              | 四氧化𨭆                 |
| Na 2[HsO 4(OH) 2] | 𨭆酸鈉、二羥基四氧𨭆酸鈉 |

## 外部連結
- 元素𨭆在洛斯阿拉莫斯国家实验室的介紹（英文）
- —— 𨭆（英文）
- 元素𨭆在The Periodic Table of Videos（諾丁漢大學）的介紹（英文）
- 元素𨭆在Peter van der Krogt elements site的介紹（英文）
- WebElements.com – 𨭆（英文）